# Nederlandse kampioenschappen indooratletiek 1997
De Nederlandse kampioenschappen indooratletiek 1997 werden op 22 en 23 februari in de Houtrusthallen in Den Haag gehouden.

## Uitslagen

### 60 m
| rang   | atleet             | prestatie |
| ------ | ------------------ | --------- |
| Goud   | Patrick van Balkom | 6,70 s    |
| Zilver | Dennis Tilburg     | 6,76 s    |
| Brons  | Miguel Janssen     | 6,83 s    |

| rang   | atlete             | prestatie |
| ------ | ------------------ | --------- |
| Goud   | Annemarie Kramer   | 7,43 s    |
| Zilver | Mami Awuah Asante  | 7,45 s    |
| Brons  | Jacqueline Poelman | 7,51 s    |

### 200 m
| rang   | atleet             | prestatie |
| ------ | ------------------ | --------- |
| Goud   | Patrick van Balkom | 21,00 s   |
| Zilver | Christoph Kempen   | 21,84 s   |
| Brons  | Patrick Snoek      | 21,84 s   |

| rang   | atlete             | prestatie |
| ------ | ------------------ | --------- |
| Goud   | Annemarie Kramer   | 23,69 s   |
| Zilver | Mami Awuah Asante  | 24,02 s   |
| Brons  | Jacqueline Poelman | 24,24 s   |

### 400 m
| rang   | atleet             | prestatie |
| ------ | ------------------ | --------- |
| Goud   | Humphrey Zimmerman | 48,62 s   |
| Zilver | Miguel Lopes       | 48,63 s   |
| Brons  | Eric Roeske        | 48,88 s   |

| rang   | atlete           | prestatie |
| ------ | ---------------- | --------- |
| Goud   | Ester Goossens   | 53,82 s   |
| Zilver | Nannet Karenbeld | 55,78 s   |
| Brons  | Astrid Joziasse  | 56,04 s   |

### 800 m
| rang   | atleet              | prestatie |
| ------ | ------------------- | --------- |
| Goud   | Robert Snoek        | 1.49,40   |
| Zilver | Dennis van Tongeren | 1.49,57   |
| Brons  | Michel Löschner     | 1.50,57   |

| rang   | atlete          | prestatie |
| ------ | --------------- | --------- |
| Goud   | Stella Jongmans | 2.06,00   |
| Zilver | Thelma Joziasse | 2.07,76   |
| Brons  | Bianca Vermond  | 2.09,77   |

### 1500 m
| rang   | atleet           | prestatie |
| ------ | ---------------- | --------- |
| Goud   | Marko Koers      | 3.49,20   |
| Zilver | Johan de Koning  | 3.50,44   |
| Brons  | Jeroen van Dijke | 3.51,39   |

| rang   | atlete                 | prestatie |
| ------ | ---------------------- | --------- |
| Goud   | Stella Jongmans        | 4.20,50   |
| Zilver | Silvia Kruijer         | 4.22,34   |
| Brons  | Liesbeth van de Heuvel | 4.32,11   |

### 3000 m
| rang   | atleet           | prestatie |
| ------ | ---------------- | --------- |
| Goud   | Kamiel Maase     | 7.56,39   |
| Zilver | Gert-Jan Liefers | 8.00,40   |
| Brons  | Simon Vroemen    | 8.02,77   |

| rang   | atlete              | prestatie |
| ------ | ------------------- | --------- |
| Goud   | Sandra Hofmans      | 9.31,89   |
| Zilver | Edith Kortekaas     | 9.45,49   |
| Brons  | Jacqueline Rustigde | 9.50,51   |

### 5000 m snelwandelen
| rang   | atleet          | prestatie |
| ------ | --------------- | --------- |
| Goud   | Harold van Beek | 20.17,42  |
| Zilver | Henk Plasman    | 21.38,29  |
| Brons  | Pedro Huntjens  | 22.27,98  |

### 60 m horden
| rang   | atleet         | prestatie |
| ------ | -------------- | --------- |
| Goud   | Bart Bennema   | 8,03 s    |
| Zilver | Jack Rosendaal | 8,08 s    |
| Brons  | Sven Ootjers   | 8,09 s    |

| rang   | atlete           | prestatie |
| ------ | ---------------- | --------- |
| Goud   | Sharon Jaklofsky | 8,33 s    |
| Zilver | Saskia Meijer    | 8,72 s    |
| Brons  | Ilja Voltman     | 8,73 s    |

### hoogspringen
| rang   | atleet           | prestatie |
| ------ | ---------------- | --------- |
| Goud   | Wilbert Pennings | 2,20 m    |
| Zilver | Björn Groen      | 2,10 m    |
| Brons  | Sven Ootjers     | 2,10 m    |

| rang   | atlete              | prestatie |
| ------ | ------------------- | --------- |
| Goud   | Marloes Lammerts    | 1,82 m    |
| Zilver | Suzanne Kuyper      | 1,70 m    |
| Zilver | Karlijn van Beurden | 1,70 m    |

### hink-stap-springen
| rang   | atleet            | prestatie |
| ------ | ----------------- | --------- |
| Goud   | Bas de Vos        | 15,10 m   |
| Zilver | Jermaine Sedoc    | 14,66 m   |
| Brons  | Maarten Smitskamp | 14,55 m   |

| rang   | atlete                | prestatie |
| ------ | --------------------- | --------- |
| Goud   | Wendy Tavenier        | 12,45 m   |
| Zilver | Pauline van der Roest | 12,26 m   |
| Brons  | Annemarie Hendriks    | 12,13 m   |

### polsstokhoogspringen
| rang   | atleet         | prestatie |
| ------ | -------------- | --------- |
| Goud   | Laurens Looije | 5,40 m    |
| Zilver | Rens Blom      | 5,30 m    |
| Brons  | Richel Keysers | 5,20 m    |

| rang   | atlete             | prestatie |
| ------ | ------------------ | --------- |
| Goud   | Monique de Wilt    | 3,50 m    |
| Zilver | Irene Timmers      | 3,30 m    |
| Brons  | Sandra van de Geer | 2,80 m    |

### verspringen
| rang   | atleet            | prestatie |
| ------ | ----------------- | --------- |
| Goud   | Ellsworth Manuel  | 7,53 m    |
| Zilver | Jack Rosendaal    | 7,30 m    |
| Brons  | Mark van der Worp | 7,26 m    |

| rang   | atlete                  | prestatie |
| ------ | ----------------------- | --------- |
| Goud   | Sharon Jaklofsky        | 6,49 m    |
| Zilver | Daniëlle van Varsseveld | 6,10 m    |
| Brons  | Saskia Meijer           | 6,02 m    |

### kogelstoten
| rang   | atleet            | prestatie |
| ------ | ----------------- | --------- |
| Goud   | Ben Vet           | 17,84 m   |
| Zilver | Mike van der Bilt | 17,29 m   |
| Brons  | Erwin Simpelaar   | 17,27 m   |

| rang   | atlete                  | prestatie |
| ------ | ----------------------- | --------- |
| Goud   | Corrie de Bruin         | 18,06 m   |
| Zilver | Jacqueline Goormachtigh | 16,66 m   |
| Brons  | Lieja Koeman            | 16,36 m   |

1969 · 
1970 · 
1971 · 
1972 · 
1973 · 
1974 · 
1975 · 
1976 · 
1977 · 
1978 · 
1979 ·
1980 · 
1981 · 
1982 · 
1983 · 
1984 · 
1985 · 
1986 · 
1987 · 
1988 · 
1989 · 
1990 · 
1991 · 
1992 · 
1993 · 
1994 · 
1995 · 
1996 · 
1997 · 
1998 · 
1999 · 
2000 · 
2001 · 
2002 · 
2003 · 
2004 · 
2005 · 
2006 · 
2007 · 
2008 · 
2009 · 
2010 · 
2011 · 
2012 · 
2013 · 
2014 ·
2015 ·
2016 ·
2017 ·
2018 ·
2019 · 
2020 · 
2021 · 
2022 · 
2023 · 
2024 · 
2025